# Kœnigsmacker
Kœnigsmacker è un comune francese di 2 278 abitanti situato nel dipartimento della Mosella nella regione del Grand Est.
Qua nacque l'assiriologo Jean-Vincent Scheil.

## Storia

### Simboli
Lo stemma del comune di Kœnigsmacker si blasona:
Sono le armi degli antichi signori del luogo: il leone del Lussemburgo e il pastorale e l'ascia dell'abbazia benedettina di San Mattia di Treviri da cui dipese dal 1222 fino al 1789.

## Società

### Evoluzione demografica
Abitanti censiti